# Baja Bug Brasil
Baja Bug Brasil Veículos Ltda. ist ein brasilianischer Hersteller von Automobilen.

## Unternehmensgeschichte
Átila Rache fertigte bereits ab 1980 Baja Bugs. Erst 1983 gründete er offiziell das Unternehmen in Rio de Janeiro und setzte die Produktion von Automobilen fort. Der Markenname lautet Baja Bug. Insgesamt entstanden bisher über 1000 Fahrzeuge.

## Fahrzeuge
Zunächst standen ausschließlich Baja Bugs im Angebot. Dazu wurden VW Käfer umgebaut. Auf dieser Basis kamen später Kastenwagen dazu.
1990 entstand für den Eigenbedarf des Inhabers die Nachbildung eines Porsche 911. Seitdem wird etwa ein Fahrzeug pro Jahr im Kundenauftrag gefertigt. Ein Fahrgestell von Volkswagen do Brasil mit Heckmotor bildet die Basis. Ein Motor vom VW Santana mit 2000 cm³ Hubraum treibt die Fahrzeuge an.